# Подводные лодки типа «Аргонот»
Подводные лодки типа «Аргонот» (фр. Classe Argonaute ) — серия «D» 630-тонных подводных лодок французского флота, построенных перед Второй мировой войной по программам 1926 (2 единицы), 1927 (1 ед.) и 1929 (2 ед.) годов. Проект М. Лобёфа. Стали развитием «600-тонных» лодок программы 1922 года. По французской классификации являлись подводными лодками 2-го класса (водоизмещением менее 1000 тонн). Все 5 лодок были построены на верфи «Шнейдер» в городе Шалон-сюр-Сон.

## Конструкция и вооружение
Субмарины имели полуторакорпусную конструкцию и отличались несколько лучшей управляемостью в подводном положении, чем «600-тонные» лодки.
Вооружение было представлено шестью 550-мм ТА, только один из которых (носовой) располагался в пределах прочного корпуса , с единственной запасной торпедой. Два других носовых ТА размещались вне прочного корпуса и не имели запасных торпед. Остальные 550-мм ТА были установлены в поворотных установках: за рубкой (двухтрубная) и в кормовой, у которой средняя труба была 550-мм, а две крайние - 400-мм. Артиллерийское вооружение состояло из 75-мм орудия, установленного на палубе перед рубкой .

## Список подводных лодок
| Подводная лодка                        | Спущена на воду | Начало службы | Конец службы                                               |
| -------------------------------------- | --------------- | ------------- | ---------------------------------------------------------- |
| Аргонот (Аргонавт) (фр. Argonaute)     | 23.05.1929      | июнь 1932     | потоплена 8.11.1942 у Орана английским эсминцем «Весткотт» |
| Аретуз (Аретуза) (фр. Arethuse)        | 8.08.1929       | июль 1933     | выведена в резерв, отправлена на слом в марте 1946         |
| Аталант (Аталанта) (фр. Atalante)      | 5.08.1930       | сентябрь 1934 | выведена в резерв, отправлена на слом в марте 1946         |
| Ла Весталь (Весталка) (фр. La Vestale) | 25.05.1932      | август 1934   | выведена в резерв, отправлена на слом 14.08.1946           |
| Ла Султан (Султанша) (фр. La Sultane)  | 5.08.1932       | май 1935      | отправлена на слом 26.12.1946                              |